# Shaquielle McKissic
Shaquielle O'Neal McKissic (Seattle, Washington; 17 de agosto de 1990) es un jugador de baloncesto estadounidense con pasaporte de Azerbaiyán que actualmente juega en el Olympiacos B.C. de la A1 Ethniki.  Con 1,96 metros de estatura, juega en la posición de alero-escolta.

## Trayectoria deportiva

### Universidad
Tras pasar dos años en el Community College de Edmonds, en el que en su segunda temporada promedió 22,5 puntos y 9,9 rebotes por partido, continuó su carrera universitaria y como jugador en los Sun Devils de la Universidad Estatal de Arizona, donde jugó otras dos temporadas en las que promedió 10,8 puntos, 5,0 rebotes, 2,2 asistencias y 1,5 robos de balón por partido.

### Profesional
Tras no ser elegido en el Draft de la NBA de 2015, en julio de ese año firmó su primer contrato profesional con el Victoria Libertas Pesaro de la Lega Basket Serie A italiana. Tras disputar nueve partidos, en los que promedió 15,9 puntos y 5,2 rebotes, dejó el equipo a finales de noviembre, tras recibir una buena oferta del Changwon LG Sakers de la liga coreana, equipo con el que firmó contrato una semana después. Allí acabó la temporada promediando 16,1 puntos y 5,2 rebotes por partido.
En junio de 2016 regresó a Europa para fichar por el Uşak Sportif de la BSL turca.
En junio de 2017 fichó por el Herbalife Gran Canaria de la Liga ACB por una temporada. En diciembre club y jugador llegaron a un acuerdo para rescindir el contrato.
Tras acabar la temporada en el BC Avtodor Saratov ruso, en julio de 2018 firmó contrato con el Gaziantep BŞB S.K. turco.
En febrero de 2020 firma con Olympiacos B.C. de la A1 Ethniki tras desvincularse de Beşiktaş por problemas de impagos siendo el tercer jugador que abandona el conjunto otomano por problemas de impagos desde que comenzaría la temporada.

## Vida personal
McKissic adquirió la  nacionalidad azerí en junio de 2017, pero no debutó con la selección de baloncesto del país aunque si manifestó su intención de jugar con el equipo nacional de baloncesto 3x3.